# Thysanoessa longipes
Thysanoessa longipes is een krillsoort uit de familie van de Euphausiidae. De wetenschappelijke naam van de soort is voor het eerst geldig gepubliceerd in 1851 door Brandt.